# SS-082 신돌석
SS-082 신돌석은 손원일급 잠수함의 마지막 9번함이다.

## 역사
2017년 9월 7일, 울산 현대중공업 특수선사업부에서 신돌석함 진수식이 열렸다. 엄현성 해군참모총장, 강환구 현대중공업 사장 등이 참석했다.
항속거리 19,000km로 급유없이 부산 하와이 왕복이 가능하다. 부산에서 LA까지 갔다가 오려면, 일본 동쪽 1,800km 지점 정도에서 군수보급함이 재급유를 해줘야 한다.
신돌석함은 마무리 작업과 해상작전 운용시험 등을 거쳐 2018년 12월 해군에 인도되었다.
신돌석 장군은 대한제국 최초의 평민 출신 의병장이다.
신돌석함은 길이 65m, 너비 6.3m으로, 물속에서 최대 20노트(시속 37㎞h) 속력으로 기동할 수 있다. 대함전과 대잠수함전, 공격기뢰 부설 임무 등을 수행하며, 적의 핵심시설에 대한 장거리 정밀 타격이 가능한 사거리 1,000㎞ 국산 순항미사일 해성-3을 탑재한다.
533mm 어뢰 발사관 8개를 갖추고 있으며 4개가 서브하푼 발사용이다. 잠수함 내부 무기고엔 어뢰 16발을 적재하는 것으로 알려져 있다.
더욱이 공기불요장비(AIP)를 탑재해 한 번 잠수하면 2주간 수중에서 작전할 수 있는 것으로 알려져 있다. 2~3일에 한 번씩 수상으로 올라와 배터리 충전을 해야 하는 209급 보다 잠항 시간이 훨씬 길다. 그만큼 은밀한 작전을 많이 수행할 수 있다는 뜻이다.